# Living in Bondage
Living in Bondage (no Brasil: Vivendo no Cativeiro) é um filme de longa metragem de 1992 que marcou o início do atual boom da indústria cinematográfica nigeriana, que conta a história de um homem que fica preso em uma seita ocultista.